# Wellesley Lake
Der Wellesley Lake ist ein See im kanadischen Yukon-Territorium.

## Lage
Der 7444 ha große See liegt 190 km südlich von Dawson. Der Alaska Highway verläuft südwestlich des Sees in einem Abstand von 40 km. Der See befindet sich auf einer Höhe von 579 m zwischen den Flussläufen von Donjek River im Osten und dem White River im Westen. Der Wellesley Creek bildet den Abfluss vom Nordostufer des Wellesley Lake zum Donjek River.

## Seefauna
Im See kommt der Amerikanische Seesaibling (Salvelinus namaycush), der Hecht, die Quappe und die Heringsmaräne vor.